# جيمس جان
جيمس جان (بالإنجليزية: James Jean)‏ هو فنان ورسام أمريكي، ولد في 1979 في لوس أنجلوس في الولايات المتحدة.

## وصلات خارجية
- الموقع الرسمي